# Via del Volga

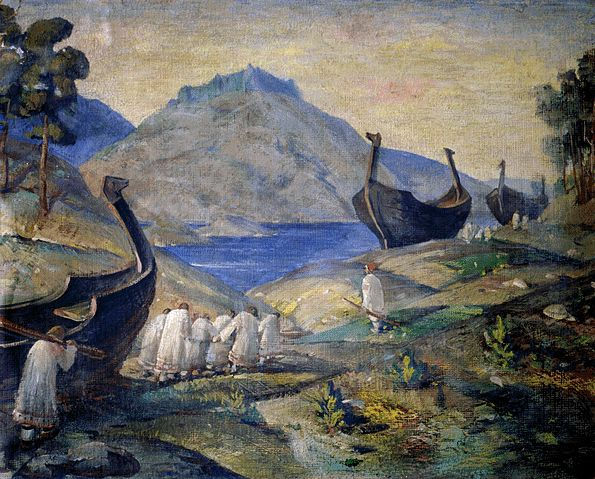
Nicholas Roerich, Attraverso un trasbordo (1915)

Nel Medioevo, la via del Volga, nota anche come rotta commerciale del Volga, collegava l'Europa settentrionale e la Russia nordoccidentale con il Mar Caspio attraverso il fiume Volga. I Rus' usarono questa rotta per commerciare con i paesi musulmani sulle coste meridionali del Mar Caspio, talvolta penetrando fino a Baghdad. La via funzionò in concorrenza con la rotta commerciale del Dnepr, meglio nota come la via variago-greca, e perse la sua importanza nell'XI secolo.

## Stabilimento

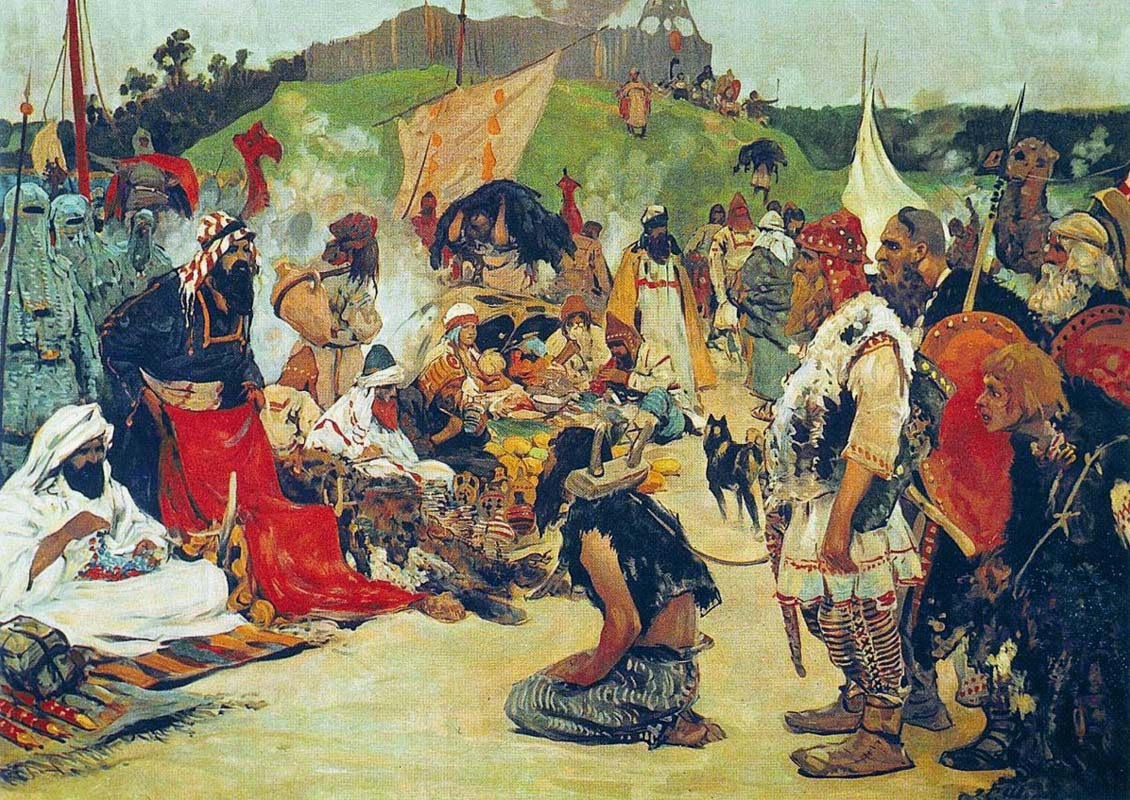
I Rus' scambiano schiavi con i Cazari: Commercio nel Campo degli Slavi orientali, di Sergej Ivanov (1913)

La rotta commerciale del Volga fu stabilita dai Variaghi (Vichinghi) che si insediarono nella Russia nordoccidentale all'inizio del IX secolo. Circa 10 km a sud dell'entrata del fiume Volchov nel lago Ladoga, essi fondarono un insediamento chiamato Ladoga (in norreno: Aldeigjuborg). Le prove archeologiche suggeriscono che le attività commerciali dei Rus' lungo la via del Volga risalgano già alla fine dell'VIII secolo. I primi e più ricchi ritrovamenti di monete arabe in Europa furono scoperti nel territoriale dell'attuale Russia, particolarmente lungo il Volga, a Timerëvo nel distretto di Jaroslavl'. Un mucchio di monete trovato a Petergof, vicino a San Pietroburgo, contiene venti monete con graffiti in arabo, runico turco (probabilmente cazaro), runico greco e runico norreno, quest'ultimo corrispondente a più della metà del totale. Queste monete includono dirham sassanidi, arabi e arabo-sassanidi, l'ultimo dei quali datato all'804-805. Avendo esaminato i maggiori ritrovamenti di monete arabe in Europa orientale, Valentin Janin dimostrò conclusivamente che il più antico sistema monetario dell'antica Russia era basato sul primo tipo di dirham coniato in Africa.

## Funzionamento
Da Aldeigjuborg, i Rus' potevano risalire il fiume Volkhov fino a Novgorod, poi fino al lago Il'men' e ancora lungo il fiume Lovat. Trasportando le loro navi per circa 3 chilometri con un trasbordo, essi raggiungevano le sorgenti del Volga. I mercanti portavano pellicce, miele e schiavi attraverso il territorio posseduto dalle tribù finniche e permiche fino alla terra dei  Bulgari del Volga. Da là essi continuavano attraverso il Volga fino al Khanato di Cazaria, la cui capitale Atil era un porto franco molto trafficato sulla costa del Mar Caspio. Da Atil, i mercanti Rus' viaggiavano attraverso il mare per raggiungere le rotte carovaniere che conducevano a Baghdad.

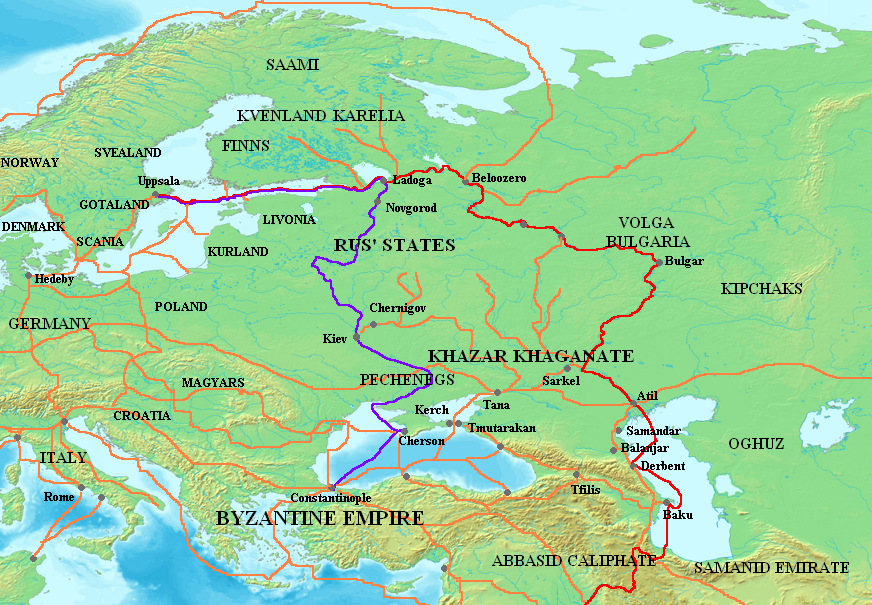
Mappa che mostra le maggiori rotte commerciali vareghe: la via del Volga (in rosso) e la via variago-greca (in viola). Altre rotte commerciali dell'VIII-XI secolo sono mostrate in arancione

Intorno all'885-886, ibn Khordadbeh scriveva dei mercanti Rus' che portavano merci dall'Europa settentrionale e dalla Russa nordoccidentale a Baghdad: 
Nel resoconto di ibn Khordadbeh, i Rus' sono descritti come "una specie dei Saqaliba", un termine usato solitamente per riferirsi agli Slavi, e gli studiosi antinormannisti hanno interpretato questo brano come indicativo del fatto che i Rus' fossero slavi piuttosto che scandinavi. Nell'interpretazione degli studiosi normannisti, la parola Saqaliba era applicata frequentemente anche a tutta la popolazione dai capelli biondi e la carnagione rubiconda dell'Europa centrale, orientale e nordorientale, perciò il linguaggio di ibn Khordadbeh qui è ambiguo (vedi la voce Rus' per i dettagli della disputa tra normannisti e antinormannisti).
Gli studiosi moderni si sono scontrati anche sull'interpretazione della notizia riferita da ibn Khordadbeh che i Rus' usavano interpreti saqlab. Gli antinormannisti intesero questo brano come prova che i Rus' e i loro interpreti condividesso una comune madrelingua slava. Lo slavo, tuttavia, era una lingua franca nell'Europa orientale di quel tempo.

Il geografo persiano ibn Rusta descriveva le comunità Rus' che vivevano lungo il Volga:

Nel 921-922, ibn Fadlan era un membro di una delegazione diplomatica inviata da Baghdad ai Bulgari del Volga, e lasciò un resoconto delle sue osservazioni personali sui Rus' della regione del Volga, che commerciavano in pellicce e schiavi. Johannes Brøndsted interpretò il commento di ibn Fadlan come indicazione che questi Rus' mantenevano i loro costumi scandinavi riguardo alle armi, alle punizioni, alle navi-sepoltura e ai sacrifici religiosi. Il resoconto di ibn Fadlan include una descrizione dettagliata dei Rus' mentre pregano e fanno sacrifici per il successo nel commercio:

D'altro canto, i Rus' subirono l'influenza straniera in questioni come l'abito del capo defunto e nell'abitudine di sovraccaricare le loro donne di gioielli:

## Declino
La via del Volga perse la sua importanza verso l'XI secolo a causa del declino della produzione di argento nel califfato abbasside e, così, la via variago-greca, che correva lungo il Dnepr fino al Mar Nero e all'Impero bizantino, acquistò maggior peso. La saga islandese Yngvars saga víðförla (Saga di Ingvar il Viaggiatore) descrive una spedizione di Svedesi nel Mar Caspio lanciata intorno al 1041 dalla Svezia da Ingvar il Viaggiatore (Ingvar Vittfarne in norreno), che discese lungo il Volga nella terra dei Saraceni (Serkland). La spedizione non ebbe successo e, dopo, non furono più fatti tentativi da parte dei Norreni per riaprire la rotta tra il Mar Baltico e il Mar Caspio.
La rotta del Volga giocò un ruolo di grande importanza nel commercio interno dell'Orda d'Oro e in seguito tra il Granducato di Mosca e i khanati tatari. Alcuni mercanti russi si avventurarono ancora più lontano, come Afanasij Nikitin, che, dopo aver navigato il Volga da Tver' ad Astrachan' nel 1466, attraversò il Mar Caspio, e alla fine raggiunse la Persia e l'India. Il commercio internazionale sul Volga declinò infine solo dopo la caduta dei Khanati di Kazan' (1552) e Astrachan' nel 1556, quando l'intero corso del Volga cadde sotto il controllo russo. Ma il fiume mantenne la sua importanza per il commercio a lunga distanza — questa volta, il commercio all'interno della Russia come pure tra la Russia e la Persia.